# Colobodactylus
Genre
Colobodactylus est un genre de sauriens de la famille des Gymnophthalmidae.

## Répartition
Les deux espèces de ce genre sont endémiques du Brésil.

## Description
Ce sont des sauriens diurnes et ovipares assez petits, aux pattes avant presque atrophiées et possédant une très longue queue.

## Liste des espèces
Selon The Reptile Database (7 janvier 2016) :
- Colobodactylus dalcyanus Vanzolini & Ramos, 1977
- Colobodactylus taunayi Amaral, 1933

## Publication originale
- Amaral, 1933 "1932" : Estudos sobre Lacertilios neotropicos. I. Novos generos e especies de lagartos do Brasil. Memorias do Instituto Butantan, vol. 7, p. 51-75.